# Народни музеј Чачак
Народни музеј Чачак је основан 30. августа 1952. године, а од 2013. године има статус установе од националног значаја у Републици Србији.

## Историјат
Иако је прва музејска манифестација у Чачку одржана је 1896. године, прве идеје за оснивање музеја везане су за период између два светска рата и коришћење Господар Јовановог конака за излагање експоната и смештај градског музеја. На молбу општине банска управа је септембра 1940. године уступила ово здање за смештај музеја. Ратно време и послератна дешавања су одложиле оснивање музеја све до 1952. године када је одлуком градског одбора основан са задатком да штити покретна културна добра и проучава прошлост трнавског, љубићског, таковског, драгачевског и моравичког краја.

Прва поставка отворена је 7. јула 1953. године, док је успешан рад на попуни збирки омогућио отварање друге поставке 1974. године. Просторни склоп конака омогућио је да се у поставци обраде три теме: период од праисторије до краја средњег века, цркве и манастири чачанског краја и устанци и ратови 1804—1941.

## Музеј данас
Стална поставка отворена је у конаку Јована Обреновића, док се повремене изложбе, од 1980. године, организују у Галерији Народног музеја смештеној у приземљу зграде Старог начелства у Чачку. У приземљу и на спрату истог објекта налазе се канцеларије и депои. Пет одељења Народног музеја у Чачку у својим фондовима чува близу 20.000 предмета
Од оснивања до 2012. године, музеј је организовао укупно 448 изложби, предузео 110 археолошких ископавања, штампао 181 публикацију. Од 1969. године редовно издаје свој часопис "Зборник радова Народног музеја", штампао је 89 каталога и још 51 посебно издање (монографије, зборници радова са научних скупова, водичи). Библиотека Музеја поседује 10.000 књига и 548 наслова периодике са 10.470 свезака. Музеј има око 10.000 посетилаца годишње (2005—2012), којима се у највећем броју случајева омогућава бесплатан улаз у музејске поставке. Рад музеја је организован кроз шест одељења (палеонтолошко, археолошко, историјско, етнолошко, уметничко, конзерваторско), фотолабораторију, водичку службу и особље за техничку подршку.
Музеј је више пута награђиван, а међу признањима које је добио истичу се Орден републике са бронзаним венцем (1978), Вукова награда (1982), Октобарска награда Општине Чачак (1997).
У дворишту музеја постоји археолошко налазиште из римског периода.